# Ao Vivo (álbum de Gian & Giovani)
Ao Vivo é o primeiro álbum ao vivo da dupla sertaneja Gian & Giovani, lançado em CD e VHS em 1999 e relançado em DVD em 2002, sendo o último lançamento da dupla pela gravadora BMG.
Foi gravado no dia 1 de novembro de 1998 em Franca, São Paulo, cidade natal dos irmãos, em comemoração aos 10 anos de carreira da dupla, com um público de mais de 80 mil pessoas.
Foi o álbum de maior sucesso comercial da dupla, contando com seus maiores sucessos como "Nem Dormindo Consigo te Esquecer", "Olha Amor", "Não Vivo Sem Você", "Eu Busco Uma Estrela", "Quem Será?", "Mil Corações", "O Grande Amor da Minha Vida", entre outros.
Vendeu 250 mil cópias, obtendo uma ótima vendagem em menos de seis meses de lançamento, alcançando 800.000 mil cópias até agosto de 1999. No entanto, por ser um álbum duplo, se conta em duplicidade. Sendo assim, foram cerca de 1 milhão e meio de cópias desse álbum. Em entrevista ao site "Sertanejo Oficial Brasil" em dezembro de 2021, Gian conta detalhes sobre os números oficias da vendagem do álbum, o mais vendido da carreira da dupla. "Só esse trabalho, vendeu 1 milhão e 800 mil cópias. Contando que era um CD duplo, ele acabou chegando a quase 4 milhões de CDs vendidos na época. Diante disso, como era o nosso último trabalho pela gravadora (BMG), ela zerou o contrato feliz da vida", disse o cantor.

## Curiosidades
- Um fato interessante é que o evento teve transmissão ao vivo para o programa Domingão do Faustão, da Rede Globo, batendo recorde de audiência.

- A popularidade da dupla foi o que motivou a RecordTV a convidá-los para apresentar a segunda edição do programa Amigos & Sucessos em março de 1999. Eles se saíram bem e prometem mais. “Foi uma experiência um pouco diferente, mas muito boa. E se tivermos nova oportunidade, com certeza faremos ainda melhor”, garantiu Gian. Segundo a dupla, falar com a câmera de televisão e conversar com o público que está em casa é um pouco mais complicado que fazer shows. “Mas até que foi tranquilo e conseguimos fazer um bom programa, tanto que o ibope foi considerado alto”, festejou o cantor.[4]

## Faixas

### Disco 1
1. Caí no Laço
2. Mil Corações
3. Eu Busco Uma Estrela
4. Viola Caipira
5. Pra te Ver Rebolar
6. Olha Amor
7. Nossa Senhora Aparecida
8. Alô
9. Me Dá Um Beijo
10. Quem Será?

### Disco 2
1. Escravo do Amor
2. Nem Dormindo Consigo te Esquecer
3. Codinome Beija-Flor
4. Não Vivo Sem Você
5. Meu Brasil
6. 1, 2, 3
7. Planeta Sonho
8. O Grande Amor da Minha Vida
9. Que Raio de Amor é Esse?

### VHS/DVD
1. Caí no Laço
2. Eu Busco Uma Estrela
3. Viola Caipira
4. Pra te Ver Rebolar
5. Olha Amor
6. Nossa Senhora Aparecida
7. O Grande Amor da Minha Vida
8. Alô
9. Me Dá Um Beijo
10. Quem Será?
11. Escravo do Amor
12. Nem Dormindo Consigo te Esquecer
13. Codinome Beija-Flor
14. Não Vivo Sem Você
15. Meu Brasil
16. Planeta Sonho
17. Que Raio de Amor é Esse?
18. Mil Corações
19. 1, 2, 3